# Joan Ferrer Miró

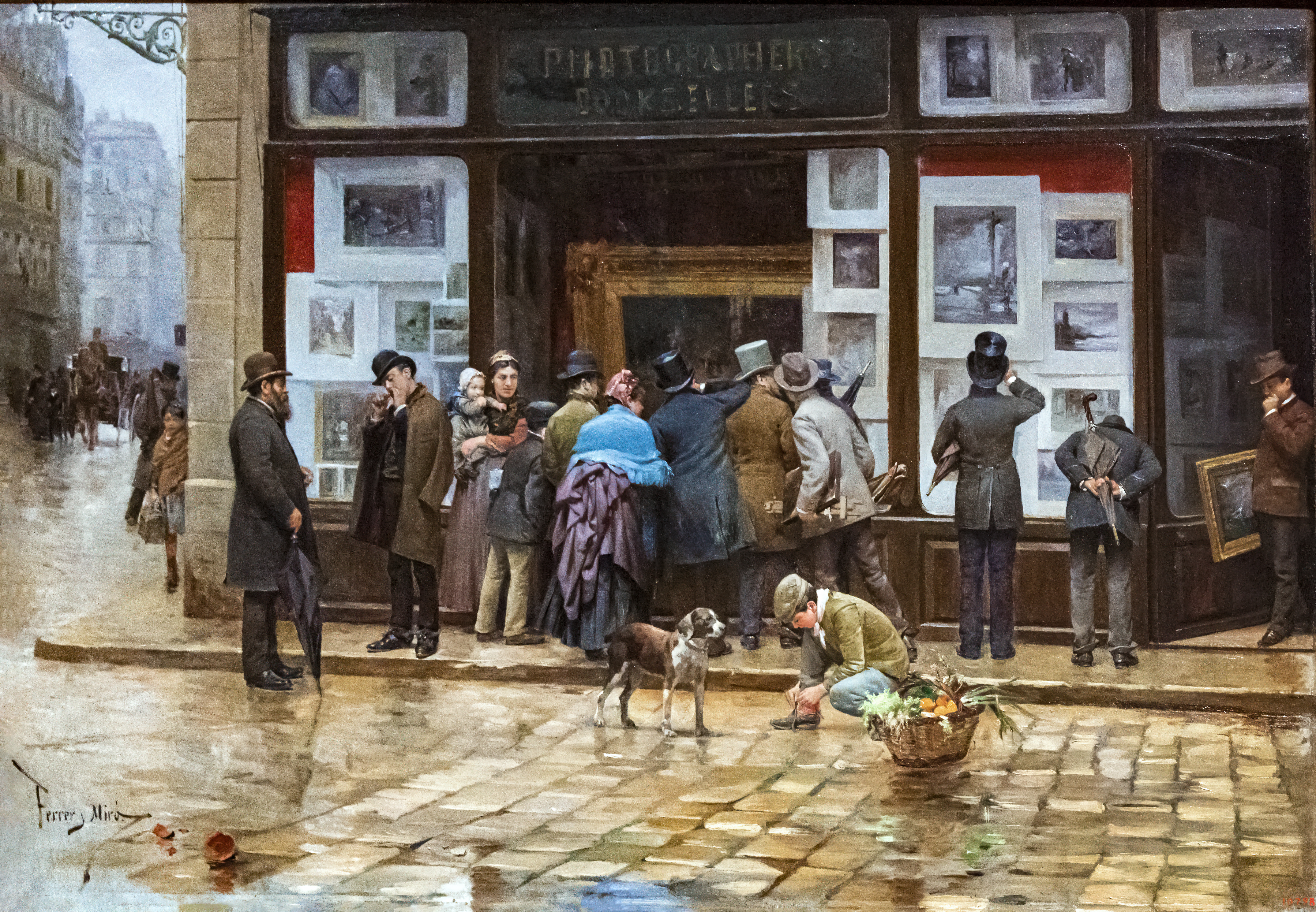
Exposición pública de un cuadro, óleo sobre lienzo, 60 x 85 cm, Barcelona, Museu Nacional d'Art de Catalunya.

Joan Ferrer Miró (Villanueva y Geltrú, 1850-Barcelona, 28 de diciembre de 1931) fue un pintor catalán de la época de la Restauración.

## Biografía
Hijo de un carpintero, nació en Villanueva y la Geltrú. Recibió las primeras clases en su ciudad natal, desde donde partió hacia Barcelona para continuar sus estudios en la Academia de Pedro Borrell y en la Escuela de la Lonja. En la academia de Pere Borrell conoció y estableció amistad con Romà Ribera, con el que también compartió taller.
Recibió clases de Antoni Caba en la sociedad barcelonesa artístico-recreativa "El Gavilán", junto con Simó Gómez, Eusebi Planas o Lluís Labarta. En esta época destacó como retratista y dibujó a la burguesía catalana.
Entre 1874 y 1879 marchó a Italia pensionado por Ferrer Vidal y Pablo Soler, para estudiar en la Academia Española de Roma, donde transformó su discurso estilístico y empezó a hacer telas de carácter más costumbrista.
De nuevo en Villanueva, abrió la primera academia de pintura y dibujo de la ciudad, de donde salieron pintores cómo Gaspar Miró i Lleó.

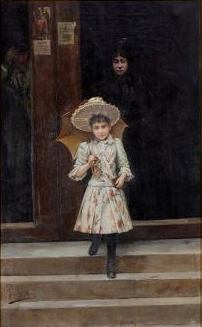
Sortida de missa (salida de misa), 1893. Obra conservada en la Biblioteca Museo Víctor Balaguer(Villanueva y Geltrú)

Más adelante se trasladó a vivir a Barcelona, en la Ciutat Vella, y comenzó a hacer obras donde se reflejaban los actos de la nueva burguesía barcelonesa surgida de la «Fiebre del Oro». En 1885 presentó en el Centro de Acuarelistas de Barcelona su obra Amateur, que parece un preludio de una de sus obras maestras, Exposición pública de un cuadro, medalla de oro en la Exposición Universal de 1888. Este cuadro lo adquirió la Diputación Provincial, para cederlo más tarde al Museo de Arte Moderno de Barcelona. Actualmente se encuentra expuesto en la colección permanente de Arte Moderno del Museo Nacional de Arte de Cataluña. En la Biblioteca Museo Víctor Balaguer se puede ver su obra Salida de misa.
Desde 1906 se dedicó a la pedagogía y a realizar litografías didácticas. Compuso diecisiete cuadernos pedagógicos con el título El dibujo al alcance de todos, que sirvieron para aprender a dibujar a varias generaciones en la escuela.

## Premios y reconocimientos
- 1888- Medalla de oro de la Exposición Universal de Barcelona por su obra Exposición pública de un cuadro.
- 1898- Primer premio en la Exposición de Bellas Artes de Barcelona.

## Exposiciones relevantes
- 1882- Exposición Regional de Villlanueva y la Geltrú. (Platja de Vilanova, Carrer d'un poble, Retrat i Sant Francesc d'Assís)
- 1929- Exposición de Arte del Panedés. Villanueva y la Geltrú. (Retrat y una Natura morta)
- 1912- Exposición artística del Ateneu (2n Congreso Regional de Ateneos y Asociaciones de Cultura)
- 1959- Foment Vilanoví
- 1965- Museo Víctor Balaguer. Villanueva y Geltrú
- 1997- Biblioteca Museo Víctor Balaguer. Villanueva y Geltrú[4]